# موزه ملی هنرهای زیبا، کیشیناو
موزه ملی هنرهای زیبا کیشیناو (رومانیایی: Muzeul Național de Artă) موزه‌ای در کیشیناو مولداوی است که در نوامبر ۱۹۳۹ توسط الکساندر پلامادالا و اوت بایلر تأسیس شد.

## بررسی اجمالی

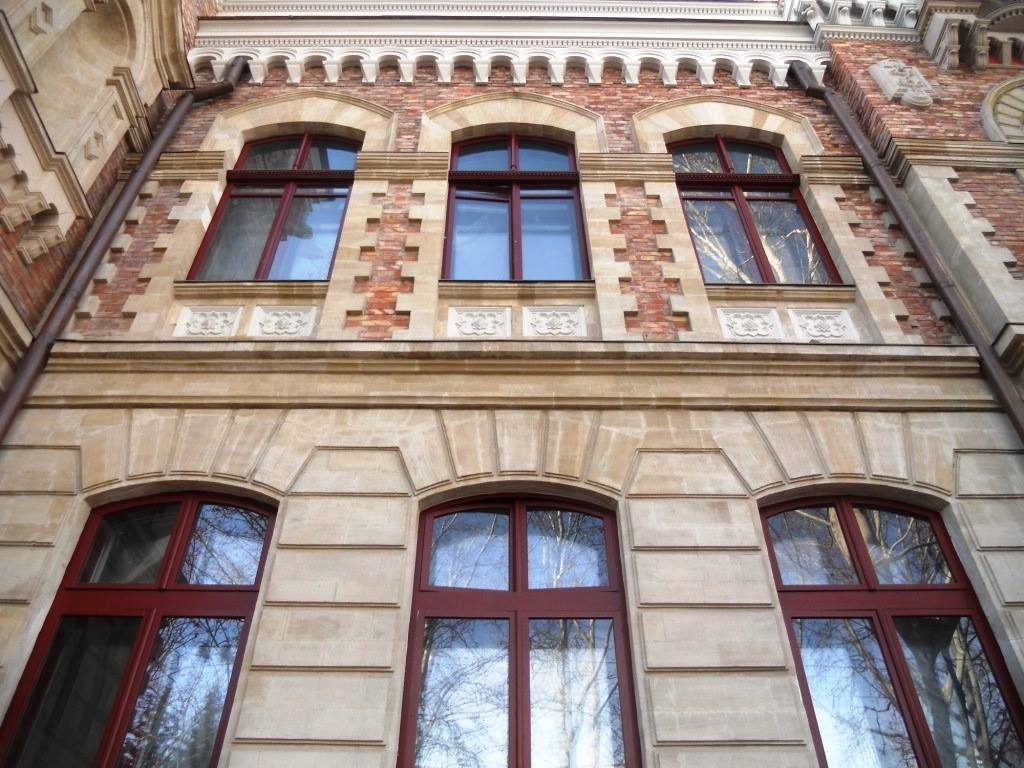
ساختمان اصلی موزه

در سال ۱۹۳۹، مجسمه‌ساز الکساندر پلامادالا، حدود ۱۶۰ اثر از هنرمندان بیسارابیابی و رومانیایی را برای راه‌اندازی اولین گالری عکس کیشیناو انتخاب کرد که مدیر آن اوت بایلر، نقاش و استاد دانشگاه مدرسه هنر بل در کیشیناو بود. اولین موزه هنرهای زیبای بیسارابیابی در ۲۶ نوامبر ۱۹۳۹ افتتاح شد که جانشین موزه هنر ملی مولداوی گردید. در اولین روزهای جنگ جهانی دوم، آثار هنری نمایش داده شده در گالری، همراه با سایر آثار اهدایی وزارت فرهنگ و فرقه‌های رومانی در دو کامیون بارگیری و به خارکف تحویل داده شد. سرنوشت این مجموعه‌ها تاکنون نامعلوم است.

### ساختمان
ساختمان موزه که معمار آن الکساندر برناردازی است، یک بنای تاریخی در مولداوی می‌باشد. این ساختمان قبلاً به زورخانه نسوان دادیانی معروف بود.
بخش دیگری از موزه در خانه هرتا (ویلای شهری)، خیابان استفان کبیر قرار دارد.

## نمایشگاه‌های انفرادی
این موزه دارای نمایشگاه‌های عمومی و اختصاصی است. آدا زوین از جمله کسانی بود که در سال‌های ۱۹۶۰، ۱۹۷۰ و ۱۹۸۰ نمایشگاه‌های انفرادی برپا کرد.

## آثار هنری برگزیده
- Plămădeală Alexandru, 1888-1940, Self-portrait
- Lidia Arionescu Baillayre, 1880-1923 Portrait of a Woman, 1904
- واسیلی سوریکف (1848-1916), Study for the painting "Annunciation"
- ایوان شیشکین (1832-1898). Pines
- J. Jordaens (1563 – 1678), Jupiter's education
- Józef Oleszkiewicz (1777-1830), Portrait of PV Meatlev, 1825
- Federico Ruiz (1837-1868), Emperor فرانتس یوزف یکم

### چاپ‌های منتخب
- تسوکی‌اوکا یوشی‌توشی (1839-1892), The Moon on Mount Jiming, ۱۸۸۶
- اوتاگاوا کونی‌سادا (۱۷۸۶–۱۸۶۴), هیروشیگه دوم (Shigenobu) (1826-1869), Nagasaki Maruyama Pleasure District, 1861
- اوتاگاوا کونی‌سادا (1786-1864), Genji, modern, admiring cherry blossoms, ۱۸۵۹
- هیروشیگه (1797-1885), Hashirii Teahouse
- Toyohara Kunichika (1835-1900), Nakamura Shikan as Gen'emon, Onoe Kikugorō as Bantō Zenroku
- آلبرشت دورر (1471-1528), Escape to Egypt
- آلبرشت دورر (1471-1528), Portrait of Bilibaldi Pirkeymheri